# برخورد مرگبار
برخورد مرگبار (انگلیسی: The Fatal Encounter; کره‌ای: 역린) یک فیلم محصول کره جنوبی سال ۲۰۱۴ برپایهٔ سوء قصد واقعی به پادشاه جونگ‌جو است. شخصیت جونگ‌جو توسط هیون بین بازی می‌شود و اولین پروژهٔ تاریخی او پس از اتمام سربازی است.